# هیزو ایوامورا
هیزو ایوامورا (انگلیسی: Hiizu Iwamura؛ زادهٔ ۱۷ دسامبر ۱۹۳۴) یک شیمیدان اهل ژاپن است.